# Лопан (приток Косы)
Лопан — река в России, протекает по Кудымкарскому и Юрлинскому районам Пермского края. Устье реки находится в 114 км по правому берегу реки Коса. Длина реки составляет 76 км, площадь водосборного бассейна — 434 км².
Исток реки в 7 км к юго-западу от деревни Эрна (Кудымкарский район). Верхнее течение проходит по Кудымкарскому району, среднее и нижнее — по Юрлинскому. Река течёт преимущественно в северо-западном и западном направлениях, русло крайне извилистое. В среднем течении на правом берегу деревня Усть-Пышья и несколько нежилых, в основном река течёт по ненаселённому лесу. Впадает в Косу на границе с Кочёвском районом напротив посёлка Усть-Онолва. Ширина реки около устья — 15 метров.

## Притоки
(указано расстояние от устья)
- 12 км: река Язинец 1-й (пр)
- 18 км: река Дый (лв)
- река Слудка
- 29 км: река Пышья
- река Чечина (пр)
- река Шагаевка (лв)
- река Лямпина (лв)
- река Ойвож (пр)
- река Щука-Вож (пр)

## Данные водного реестра
По данным государственного водного реестра России относится к Камскому бассейновому округу, водохозяйственный участок реки — Кама от истока до водомерного поста у села Бондюг, речной подбассейн реки — бассейны притоков Камы до впадения Белой. Речной бассейн реки — Кама.
Код объекта в государственном водном реестре — 10010100112111100002683.